# Ermida da Mãe de Deus (São Roque do Pico)

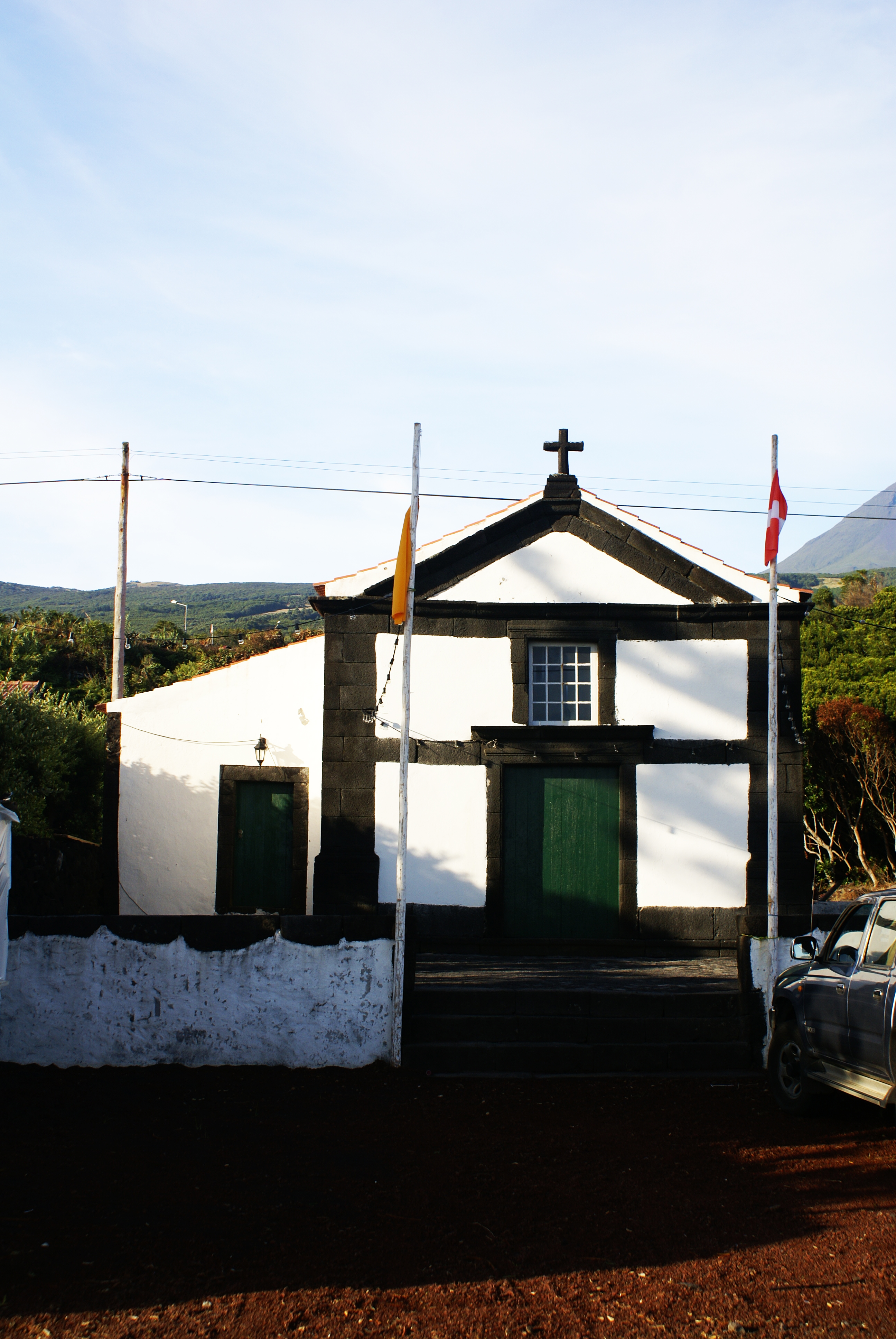
Ermida Mãe de Deus - Cais do Pico.

A Ermida da Mãe de Deus é uma Ermida portuguesa localizada na freguesia de São Roque do Pico, no concelho de São Roque do Pico, ilha do Pico, no arquipélago dos Açores.
Este templo cuja data de construção recua a 1792, foi erigido à beira mar, sendo servida pela estrada da Praia da Furna de Santo António. A sua construção deve-se à iniciativa do padre Bernardo Pereira, então cura da Prainha. Como era uma ermida particular esteve nas mãos dos seus donos até ao ano de 1980.
Corria o ano de 1997 a Câmara Municipal de São Roque do Pico fez a doação de bancadas para assento de fiéis e de um gavetão para a sacristia. A inauguração destes melhoramentos ocorreu no mês de Outubro de 1998.
A imagem da Mãe de Deus que ali se venera é uma peça artística preciosa.